# Fédération chilienne de tennis
La Fédération chilienne de tennis (Federación de Tenis de Chile) organise le tennis au Chili et met en place un système de classement et de compétition national.
Les premiers clubs de tennis au Chili sont créés au début du 20e siècle dans les villes de Valparaíso et Viña del Mar. L'Asociación de Lawn Tennis de Chile a été fondée le 3 avril 1920 à Santiago. Elle est affiliée à la Fédération internationale de tennis depuis 1927 et à la Confédération Sud-Américaine de Tennis (COSAT) depuis 1948. L'association engage une équipe en Coupe Davis dès 1928.
Elle est compétente pour l'organisation des tournois nationaux et internationaux tel que l'Open du Chili et de la gestion des équipes nationales de Coupe Davis et de Fed Cup.